# JET FINGER
『JET FINGER』（ジェット・フィンガー）は、横関敦のミニアルバム。

## 内容
THE BRONXと並行して活動している横関敦のソロ・デビュー作品。アルバムタイトルの由来は横関の愛称及び彼のギター演奏での手法によるもの。しかし、次回作の「GET AWAY」では後半部分として内包されることとなった。

## 収録曲
1. JET FINGER ～ FOX GLOVE ～
作曲：横関敦
2014年発売のアルバム「JET DESTINY」にて、リテイクバージョンを収録[1]。
2. BEYOND THE SADNESS
作曲：横関敦
3. TEARS IN THE MOONLIGHT
作曲：横関敦・月光恵亮
4. BREAK AWAY
作詞：織田哲郎　作曲：月光恵亮

## 参加ミュージシャン
- 横関敦 - ギター
  - 高橋ロジャー和久 - ドラム(#1, 2, 4)
  - 須貝幸生 - ベース(#3)
  - 増田隆宣 - キーボード(#1, 2)
  - 相沢公生 - キーボード(#3, 4)
  - 本田雅人 - アルトサックス
  - Erio-T - ゲストボーカル(#4)